# Secos & Molhados (álbum de 1974)
Secos & Molhados, também conhecido como Secos & Molhados II, é o segundo disco de estúdio do grupo homônimo. O álbum continua na mesma linha do antecessor, mesclando diversos gêneros musicais (como o rock, em suas vertentes progressivas e psicodélicas, além de elementos da música popular brasileira), com adaptações a partir de poemas de Julio Cortázar, João Apolinário, Oswald de Andrade e Fernando Pessoa. É também este o último álbum a contar com a formação original de João Ricardo, Gérson Conrad e Ney Matogrosso. A separação do grupo faria com que os integrantes se dedicassem à carreira solo em seguida. Em 1975, os três lançariam seus próprios álbuns de estúdio. Além do grupo principal, músicos como Willy Verdaguer, John Flavin, Sérgio Rosadas, e Emilio Carrera (presentes no primeiro álbum) não viriam mais a tocar no conjunto.

## Recepção crítica e popular
| Críticas profissionais | Críticas profissionais |
| Avaliações da crítica  | Avaliações da crítica  |
| Fonte                  | Avaliação              |
| ---------------------- | ---------------------- |
| Allmusic               | 4.5 de 5 estrelas.     |

Embora o segundo álbum não tenha contado com a mesma atenção que o primeiro, em vistas da separação da banda, teve certa repercussão na imprensa, no geral, positiva.
Em 1999, foi lançado juntamente ao primeiro álbum, a partir da Série Dois Momentos, da gravadora Continental.[carece de fontes?] Os álbuns foram remasterizados por Charles Gavin.

## Faixas
Todos os arranjos são assinados pela própria banda.
| Lado A |                       |                                |         |  |
| N.º    | Título                | Compositor(es)                 | Duração |  |
| 1.     | "Tercer Mundo"        | João Ricardo/Julio Cortázar    | 2:36    |  |
| 2.     | "Flores Astrais"      | João Ricardo/João Apolinário   | 3:51    |  |
| 3.     | "Não: Não Digas Nada" | João Ricardo/Fernando Pessoa   | 1:37    |  |
| 4.     | "Medo Mulato"         | João Ricardo/Paulinho Mendonça | 2:18    |  |
| 5.     | "Oh! Mulher Infiel"   | João Ricardo                   | 1:30    |  |
| 6.     | "Voo"                 | João Ricardo/João Apolinário   | 2:34    |  |

| Lado B |                                      |                                |         |  |
| N.º    | Título                               | Compositor(es)                 | Duração |  |
| 7.     | "Angústia"                           | João Ricardo/João Apolinário   | 2:45    |  |
| 8.     | "O Hierofante"                       | João Ricardo/Oswald de Andrade | 2:15    |  |
| 9.     | "Caixinha de Música do João"         | João Ricardo                   | 1:04    |  |
| 10.    | "O Doce e o Amargo"                  | João Ricardo/P. Mendonça       | 1:52    |  |
| 11.    | "Preto Velho"                        | João Ricardo                   | 1:01    |  |
| 12.    | "Delírio"                            | Gérson Conrad/P. Mendonça      | 2:39    |  |
| 13.    | "Toada & Rock & Mambo & Tango & Etc" | João Ricardo/Luhli             | 2:08    |  |

## Ficha técnica

### Músicos
Secos & Molhados
- Ney Matogrosso – vocal
- João Ricardo – violões de 6 e 12 cordas, harmônica de boca e vocal
- Gérson Conrad – violões de 6 e 12 cordas e vocal

Músicos convidados
- Norival D'Angelo - bateria, timbales e percussão
- Sérgio Rosadas – flauta transversal e flauta de bambu
- John Flavin – guitarra elétrica e violão de 12 cordas
- Willi Verdaguer – contrabaixo elétrico
- Triana Romero - castanholas
- Jorge Olmar do Nascimento - violões e viola